# Einschleichung
Unter dem Begriff Einschleichung oder auch Eindosierung wird in der Medizin der Prozess verstanden, in dem am Beginn einer Therapiephase die Dosis eines Medikaments oder die Anzahl therapeutischer Maßnahmen geplant schrittweise und über einen längeren Zeitraum angehoben wird, bis schließlich eine therapeutisch optimale Dosierung erreicht ist.
Durch die allmähliche Steigerung soll sich der Körper langsam an die neuen Gegebenheiten gewöhnen. Durch die langsame Gewöhnung  an höhere Dosierungen bzw. häufigere Anwendungen kann beobachtet werden, wie der Patient auf diese Umstellung reagiert und ob bzw. wie sich der Gesundheitszustand verändert.
Das Einschleichen geschieht auf ärztliche Anordnung und idealerweise unter regelmäßiger ärztlicher Kontrolle.
Bei einer Behandlung mit galvanischem Strom im Rahmen der physikalischen Elektrotherapie (Galvano-Feinstrom-Therapie) wird unter der Einschleichung der Beginn mit sehr geringen Stromstärken und der nachfolgend allmählichen Steigerung verstanden. Ziel ist die Erhöhung der Leistungsfähigkeit motorischer Nerven.